# 宮城県道3号塩釜吉岡線

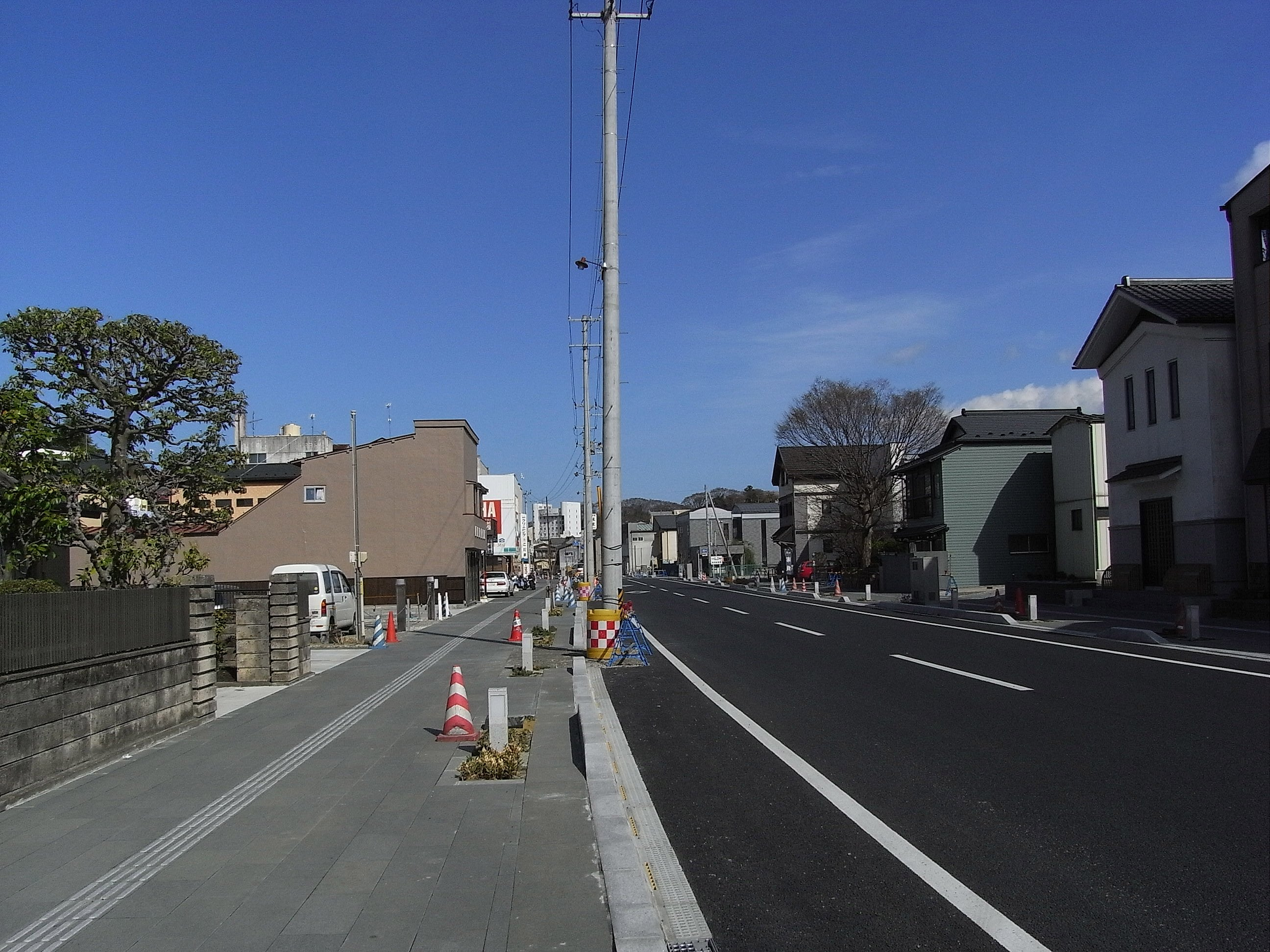
塩竈市内（2008年4月）

宮城県道3号塩釜吉岡線（みやぎけんどう3ごう しおがまよしおかせん）は、宮城県塩竈市と黒川郡大和町吉岡を結ぶ県道（主要地方道）である。

## 概要
塩竈市海岸通（国道45号交点）から利府町を経由して大和町志田町交差点（国道4号交点）を結ぶ主要地方道。大和町では、東北自動車道の大和ICと接続しており、この路線は同インターチェンジ以北（盛岡・青森）から利府・塩竈方面へむかう最短ルートである。
塩竈 - 利府間は、市街地を通過するため、交通量の割には道幅が狭く流れが悪かったが、利府塩釜ICを経由するバイパス（ペア・ブリッジ利府）が完成し、市街地の混雑は解消したものの、バイパスと利府街道との交点での渋滞という新たな問題をも引き起こした。
上述のバイパスは都市計画道路「北浜沢乙線」として整備され、塩竈市本町（当県道起点） - 塩竈市赤坂（県道35号泉塩釜線交点）及び塩竈市向ケ丘 - 利府町中心部 - 利府しらかし台ICが完成している。未開通区間の塩竈市赤坂 - 塩竈市向ケ丘間も整備される計画となっていたが、都市計画の見直しに伴い、整備計画が廃止された。
塩竈市内では、市内随一の観光スポットとなっている鹽竈神社前を本路線が通り、「海と社を結ぶ歴史的参道空間」づくりを目指す市としても景観上重要な地区となっている。そこで、「道そのものが博物館」をテーマに景観に配慮した整備を進めており、御影石の歩道や塩竈市に由来する和歌を埋め込んだ石板、酒樽を模したモニュメントなどが整備されている。また、塩竈みなと祭では本路線の一部が「よしこの鹽竈」パレード会場として使用されるほか、年末年始は鹽竈神社の初詣のため車両は通行止めとなり、歩行者天国として開放され多くの露店が立ち並ぶ。

### 路線データ
- 実延長：30.2748 km[9]
- 起点：塩竈市海岸通
- 終点：大和町志田町

## 歴史
- 1954年（昭和29年）
  - 1月20日 - 建設省（現・国土交通省）が主要地方道に指定。
  - 12月27日 - 宮城県が主要地方道塩釜吉岡線（整理番号11）を認定。
- 1993年（平成5年）
  - 5月11日 - 建設省から、主要県道塩釜吉岡線が塩釜吉岡線として主要地方道に指定される[10]。
  - 10月19日 - 県道番号が決定[11]され、従前の主要地方道8号[12]から、県道3号に変更される。（12月1日より施行）
- 2001年（平成13年） - ペア・ブリッジ利府開通。[13]
- 2009年（平成21年）12月 - 起点～塩竈市西町の街路事業が完成。[6]
- 2024年（令和6年）4月5日 - 仙塩広域都市計画の見直しに伴い、本路線の未成区間にあたる都市計画道路「北浜沢乙線」の未整備区間の計画が廃止される。[4]

## 路線状況

### 重複区間
- 利府町中央 - 利府町利府：宮城県道260号利府停車場総合運動公園線
- 利府町利府 - 利府町利府：宮城県道8号仙台松島線
- 大和町鶴巣太田 - 大和町仙台北部中核工業団地入口：宮城県道56号仙台三本木線
- 大和町鶴巣北目大崎 - 大和町吉岡東：宮城県道9号大和松島線

### 道路施設
- 石積トンネル（富谷市）
延長445.0m、高さ4.7mのアーチ構造のトンネル。1999年（平成11年）竣工。[9]

### 交通量[14]
いずれも令和３年度調査

#### 24時間交通量
- 大和町吉岡南白鳥 - 16,877台

#### 12時間交通量
- 利府町森郷後楽西 - 5,623台
- 利府町花園１丁目 - 17,534台
- 利府町沢乙白石沢 - 12,958台
- 大和町鶴巣太田字屋敷下 - 8,412台
- 大和町鶴巣鳥屋字檀ノ輿 - 12,344台
- 大和町まいの３丁目 - 15,073台
- 利府町加瀬字山屋敷（利府塩釜IC方面バイパス区間） - 13,213台
- 利府町沢乙字唄沢（石積トンネル方面バイパス区間） - 9,278台

## 地理

### 通過する自治体
- 塩竈市
- 宮城郡利府町
- 富谷市[15]
- 黒川郡大和町

### 交差する道路
- 国道45号（起点）
- 宮城県道35号泉塩釜線
- 宮城県道260号利府停車場総合運動公園線
- 宮城県道8号仙台松島線
- 宮城県道270号利府岩切停車場線
- E6 仙台北部道路 利府しらかし台IC
- 宮城県道56号仙台三本木線
- 宮城県道9号大和松島線
- E4 東北自動車道 大和IC
- 国道4号・宮城県道147号桝沢吉岡線（終点）,
- E45 三陸沿岸道路 利府塩釜IC（バイパス区間）

### 沿線の施設等
- 壱番館
- 鹽竈神社
- みやぎ生協塩釜栄町店
- 利府ペアガーデン
- 利府町中央公園（十符の里パーク）
- 宮城県利府高等学校
- 宮城県黒川高等学校
- ヨークベニマル利府野中店（バイパス区間）
- 沢乙温泉（支線区間）